# Sporting Club Centro Giovani Calciatori Viareggio (hockey sobre patines)
El Sporting Club Centro Giovani Calciatori Viareggio (abreviadamente CGC Viareggio) es un club polideportivo italiano de la localidad italiana de Viareggio, en la región de la Toscana. Posee secciones deportivas de fútbol, voleibol, baloncesto, atletismo y hockey sobre patines (siendo esta última la más exitosa de la entidad).

## Historia
El equipo se fundó en 1969 tras su fusión con la Società Pattinatori Viareggini, creada en 1947. 
El club alterna durante las décadas de los años 70, 80 y 90 su participación en la Serie B (actual A2) y la Serie A1, en la que jugó ininterrumpidamente desde la temporada 2002-2003 hasta 2020, año en que el club decidió inscribirse en la Serie A2, debido a la Pandemia de COVID-19. Al final de la temporada 2021-2022 consigue el ascenso a la Serie A1.
Sus éxitos deportivos más destacados tienen lugar a partir de la década de 2010 en la que consigue proclamarse campeón de liga y copa en la temporada 2010-2011, además de conseguir el título de la Supercopa en 2013.
A nivel internacional destaca el subcampeonato de la Copa de la CERS de la temporada 2016-2017 en la que cayó derrotado por el OC Barcelos portugués.

## Palmarés
- 1 Liga de Italia: 2010-2011
- 1 Copa de Italia: 2010-2011
- 1 Supercopa de Italia: 2013

## Plantilla 2022-2023
| - (4) Gioele Falaschi - (5) Niccolò Puccinelli - (6) Juan José Moyano - (77) Liam Rosi - (95) Mattia Maldini - (11) Romeo D’Anna |  | - (55) Patricio Ipinazar - (99) Davide Palla - (37) Alex Raffaelli - (94) Emiliano Torre (portero) - (10) Niccolò Poli (portero) - (17) Pablo Germán Gómez Tapia (portero) |